# Neotrichobius delicatus
Neotrichobius delicatus är en tvåvingeart som först beskrevs av Machado-allison 1966.  Neotrichobius delicatus ingår i släktet Neotrichobius och familjen lusflugor. Inga underarter finns listade i Catalogue of Life.